# Hannah Takes the Stairs
Pour plus de détails, voir Fiche technique et Distribution.
Hannah takes the Stairs est un film américain indépendant mumblecore de 2007, réalisé par Joe Swanberg.

## Synopsis
Alors qu'elle vient de terminer ses études et d'entrer enfin dans la vie active, Hannah va enfin avoir plus de temps pour profiter de son fiancé. Problème, la jeune femme se surprend à apprécier davantage de passer des moments en compagnie de ses nouveaux collègues.

## Distribution
- Greta Gerwig : Hannah
- Kent Osborne : Matt
- Andrew Bujalski : Paul
- Ry Russo-Young : Rocco
- Mark Duplass : Mike